# Куровицький Адам Григорович
Ада́м Григо́рович Курови́цький («Сірий»; *1916, передм. Лани м. Стрий, Львівська область – 27 січня 1950, с. Зарудці, Жовківський район, Львівська область) – лицар Срібного хреста заслуги УПА.

## Життєпис
Освіта – середня: навчався у Стрийській гімназії. Активно займався спортом. 
Член ОУН із 1938 р. Керівник Стрийського окружного проводу ОУН (07.1943 – не раніше 02.1944), політвиховник ВО 5 «Маківка» (1944), керівник Самбірського окружного (поч. 1945), а після реорганізації 1945 р. – Самбірського надрайонного (весна 1945 – 1946) проводів ОУН. 
Організаційний референт Дрогобицького окружного (не раніше 04.1946 – не пізніше 07.1947), референт пропаганди Львівського крайового (1947), керівник Сокальського окружного (1947-01.1950) проводів ОУН. Булавний-політвиховник УПА (25.09.1944). 

## Нагороди
Згідно з Постановою УГВР від 25.07.1950 р. і Наказом Головного військового штабу УПА №2/50 від 30.07.1950 р. керівник Сокальського окружного проводу ОУН Адам Куровицький – «Сірий» нагороджений Срібним хрестом заслуги УПА. 

## Вшанування пам'яті
15.10.2017 р. від імені Координаційної ради з вшанування пам’яті нагороджених Лицарів ОУН і УПА у м. Стрий Львівської обл. Срібним хрестом заслуги УПА (№ 005) переданий на зберігання в Стрийський краєзнавчий музей «Верховина». 